# 艾米·傑克森
艾米·路易絲·傑克森（英語：Amy Louise Jackson，1991年1月31日—），是一名英國女演員和模特兒，曾多次出演印度電影。

## 外部連結
- 官方网站
- 艾米·傑克森在互联网电影资料库（IMDb）上的資料（英文）